# 物質文化
物質文化是指文化的物質形態，任何人造物都可以算入其中。研究物質文化意味著研究人與人造物之間的關係，例如物體的製造、保存等等。 諸如藝術史、考古學、人類學等科目都會研究到物質文化。
對物質文化的研究緣起于人類學，最初關注的是非西方的物質文化，由此來闡釋社會的演進與衰退。專門的物質文化學則始于1990年代，《物質文化期刊》在1996年開始發行，從這個意義上來説算是一門年輕的學科。